# Urbas
Urbas je priimek več znanih Slovencev:
- Anton Urbas (1822—1899), duhovnik, jamar in strokovni publicist
- France Urbas (1891?—1975), inž.
- Ivan Urbas (*1961), operni pevec, basist
- Jan Urbas (*1989), hokejist
- Janez Urbas (1882—1903), mladinski pisatelj
- Janja Urbas (*196?), rusistka, jezikoslovka-pedagoginja
- Janko Urbas (1877—1968), gozdar
- Joža Urbas (*1930), agronomka
- Gregor Urbas (*1982), umetnostni drsalec
- Marija Urbas, 1. slovenska doktorica znanosti (1906)
- Miha Urbas (*1988), motokrosist
- Nika Urbas
- Raša Urbas, strokovnjakinja za grafično tehnologinjo
- Tončica Urbas (*1927), etnologinja, muzealka
- Tone Urbas (*1946), godbenik
- Viljem Urbas (1831—1900), etnolog, filolog, naravoslovec in publicist